# Lycaea bovallioides
Lycaea bovallioides är en kräftdjursart som beskrevs av Knud Hensch Stephensen 1925. Lycaea bovallioides ingår i släktet Lycaea och familjen Lycaeidae. Inga underarter finns listade i Catalogue of Life.